# Museu Municipal de Requena
El Museu Municipal de Requena es va crear en 1968 i està situat en l'antic Real Convent del Carme.
En l'any 2017 entrà a formar part de la Xarxa de Museus Etnològics Locals, coordinada pel Museu Valencià d'Etnologia.

## Història
El Museu Municipal de Requena naix en 1968 amb el nom de "Museo Histórico Artístico de Requena y su comarca" al Castell i es trasllada a les actuals dependències del convent l'any 1975.
Al 1977 comencen les tasques de catalogació del seu fons amb l'aparició del "Catálogo-Guía Museo Arqueológico de Requena" on apareix una part del material recuperat fins al moment.
En 1988 la Direcció General de Patrimoni inclou les primeres cent peces de la secció d'etnologia. També s'inclou les figures del Director del Museu com a tècnic professionalitzat i tècnics d'arqueologia i etnologia així com l'adequació de magatzems i tallers i l'activitat de la biblioteca amb manuals bàsics i publicacions especialitzades.

## Continguts
Actualment ofereix les col·leccions permanents sobre:
- Etnologia de la comarca: 
  - La Indumentària Tradicional en el Camp de Requena-Utiel, 1789-1914, repàs de l'evolució del vestir comarcal des de la Revolució Francesa fins a la I Guerra Mundial.[1][4]
  - De l'Habitatge i allò Domèstic, reproducció d'un habitatge rural i urbà de la comarca amb el mobiliari i complements necessaris per a les diferents tasques domèstiques tradicionals. Comprèn els estils del mobiliari des del segle xviii fins als anys 20 del segle xx.[1][4]
  - Embotir a Requena. 20 anys de Mostra i més de 500 de tradició
- De les col·leccions arqueològiques del Museu, s'exposa una mostra del món romà sota el títol: Vida Quotidiana i Món Funerari Romà a la Comarca. S'hi presenta la reconstrucció del monument funerari de la Calerilla d'Hortunas i, a través d'ell, una visió del ritual funerari de la cultura romana. L'aspecte econòmic i social romà es repassa des de l'arqueologia comarcal. També s'exposa la Cultura Ibèrica en la comarca Requena-Utiel i el Tresor de la família Ferrer de Plegamans.[1][4]
- De Ciències Naturals, s'exposen els Ecosistemes de la Comarca, Geologia Comarcal.[4]